# 少女雑貨専門TV エクボ堂
『少女雑貨専門TV エクボ堂』（しょうじょざっかせんもんテレビ エクボどう）は、テレビ東京系列局ほかで放送されていたテレビ東京製作のバラエティ番組である。資生堂の一社提供（クレジット上では「資生堂エクボ」名義）。テレビ東京系列局では1987年4月6日から1989年3月27日まで、毎週月曜 18:00 - 18:30 （日本標準時）に放送。
新聞テレビ欄には「少女雑貨専門TV」と記されていたが、正式名称はTVの無い『少女雑貨専門 エクボ堂』である。単に「少女雑貨」とだけ記す新聞もあった。

## 概要
主にローティーン向けのファッション情報を紹介していた番組で、片山裕美（現・大野まりな）、宮前真樹、城戸亜利抄、チャーミーこと里中茶美、木原さとみなどを輩出した。司会は兵藤ゆきと本木雅弘が務めていた。
番組は開始後に、まず「エクボ」と記したブルーバックの提供クレジット（後期には英語で「ekubo」と表示）を出し、資生堂の60秒間のCMを流していた。そしてオープニングアニメ→オープニングトーク→最初のコーナーという流れで進行していた。エンディングでは毎回本木が「身も心も磨いてね」と言っていた。
番組は、健康的にダイエットすることをコンセプトにした南国風の曲「ココナッツ体操」を作成し、それを前述の宮前や城戸らが実演するコーナーを設けていた。日本各地でコンサートを行い、その模様を放送したこともある。この曲は後にEP化された。
番組の放送中には、資生堂エクボ・アクネというニキビケア洗顔料のCMが流れていた。コロンのCMには、「はてはてぶおとこ」（「は」→ハンカチ、「て」→ティッシュ、「は」→歯ブラシ、「て」→手帳、「ぶ」→ブラシ、「お」→お財布、「と」→時計、「こ」→コロン）という造語を使って鞄の中身をチェックするというものもあった。
番組の終了後、替わって金曜18:00枠で同じく資生堂提供の『トキメキおちゃめ組』がスタート。本番組に出演していたメンバーの殆どは、引き続き同番組にも出演した。なお、番組が放送されていた月曜18:00枠はテレビせとうち制作アニメ枠に転換された。

## オープニングテーマ
- 途中にしてね（歌：チロリン） - アルバム『チロリン』に収録。

## 放送局
- テレビ東京（制作局）：月曜 18:00 - 18:30
- テレビ愛知：月曜 18:00 - 18:30
- テレビ大阪：月曜 18:00 - 18:30
- テレビせとうち：月曜 18:00 - 18:30
- 北海道文化放送：金曜 16:00 - 16:30[2]
- 青森テレビ：土曜 17:00 - 17:30[3]
- テレビ岩手：金曜 16:00 - 16:30[3]
- 秋田テレビ：日曜 10:30 - 11:00（1989年3月時点）[4]
- 山形テレビ：土曜 17:30 - 18:00（1989年3月時点）[5]
- 仙台放送：土曜 17:30 - 18:00（1989年3月時点）[6]
- 福島テレビ：金曜 16:00 - 16:30（1989年3月時点）[6]
- 新潟総合テレビ：日曜 8:30 - 9:00（1989年3月時点）[7]
- 富山テレビ：火曜 11:00 - 11:30（1987年5月5日開始当初）[8]→土曜 16:00 - 16:30（1987年5月16日から5月30日まで）[9]→土曜 15:30 - 16:00（1987年6月6日のみ）[10]→月曜 16:25 - 16:55（1987年6月15日以降から1989年4月3日まで放送、最終回は月曜 17:00 - 17:25にて放送）[11][12]
- 石川テレビ：金曜 17:32 - 18:00（1987年5月1日ネット開始時点）[13]→金曜 16:10 - 16:36（1989年3月31最終回時点）[14]
- 福井テレビ（1989年3月時点）：月曜 16:30 - 17:00[15]
- 長野放送：金曜 17:30 - 18:00（1989年3月時点）[16]
- テレビ山梨：金曜 16:30 - 17:00（1989年3月時点）[17]
- 静岡第一テレビ：月曜 17:00 - 17:30（1989年3月時点）[17]
- 山陰放送：土曜 16:30 - 17:00（1989年3月時点）[18]
- テレビ新広島：金曜 16:30 - 17:00（1989年3月時点）[19]
- 山口放送：木曜 17:00 - 17:30（1989年3月時点）[19]
- 四国放送：月曜 17:30 - 18:00（1988年7月時点）
- 南海放送：火曜 16:30 - 17:00（1989年3月時点）[19]
- テレビ高知（途中打ち切り）→高知放送：火曜 16:30 - 17:00（1989年3月時点）[19][20]
- 福岡放送：金曜 16:30 - 17:00（1989年3月時点）[21]
- テレビ長崎：金曜 16:30 - 17:00（1989年3月時点）[21]
- 熊本放送：金曜 16:30 - 17:00（1989年3月時点）[21]
- テレビ大分：月曜 17:30 - 18:00（1989年3月時点）[19]
- 宮崎放送：金曜 16:30 - 17:00（1989年3月時点）[22]
- 南日本放送：月曜 17:30 - 18:00（1988年8月・1989年3月時点）[22]
- 沖縄テレビ：月曜 16:30 - 17:00（1989年3月時点）[23]